# Haplogrupo R (ADNmt)

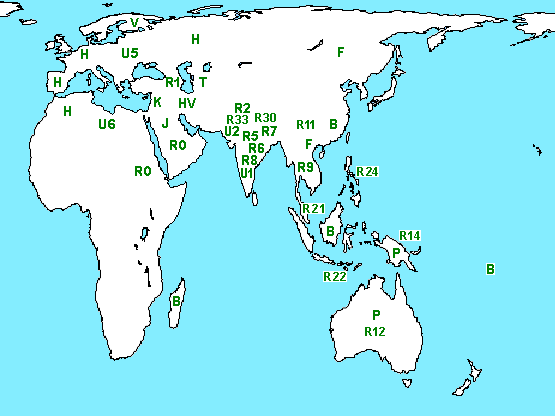
Distribución del haplogrupo R por subclados.

El haplogrupo R es un haplogrupo de ADN mitocondrial humano cuyos descendientes están distribuidos por toda Eurasia, Oceanía y América, siendo predominante en Eurasia Occidental, especialmente en Europa y con un promedio del 89%.
Tiene una antigüedad aproximada de 60.000 a 65.000 años y probablemente se originó en el Subcontinente indio. Está definido por los marcadores genéticos 12705 y 16223.
Dada su diversidad, complejidad y extensión geográfica es considerado un macro haplogrupo. Es derivado del haplogrupo N y cuenta entre sus descendientes a los haplogrupos B, F, H, V, J, T, P, U, K y numerosos subgrupos de R.

## Origen

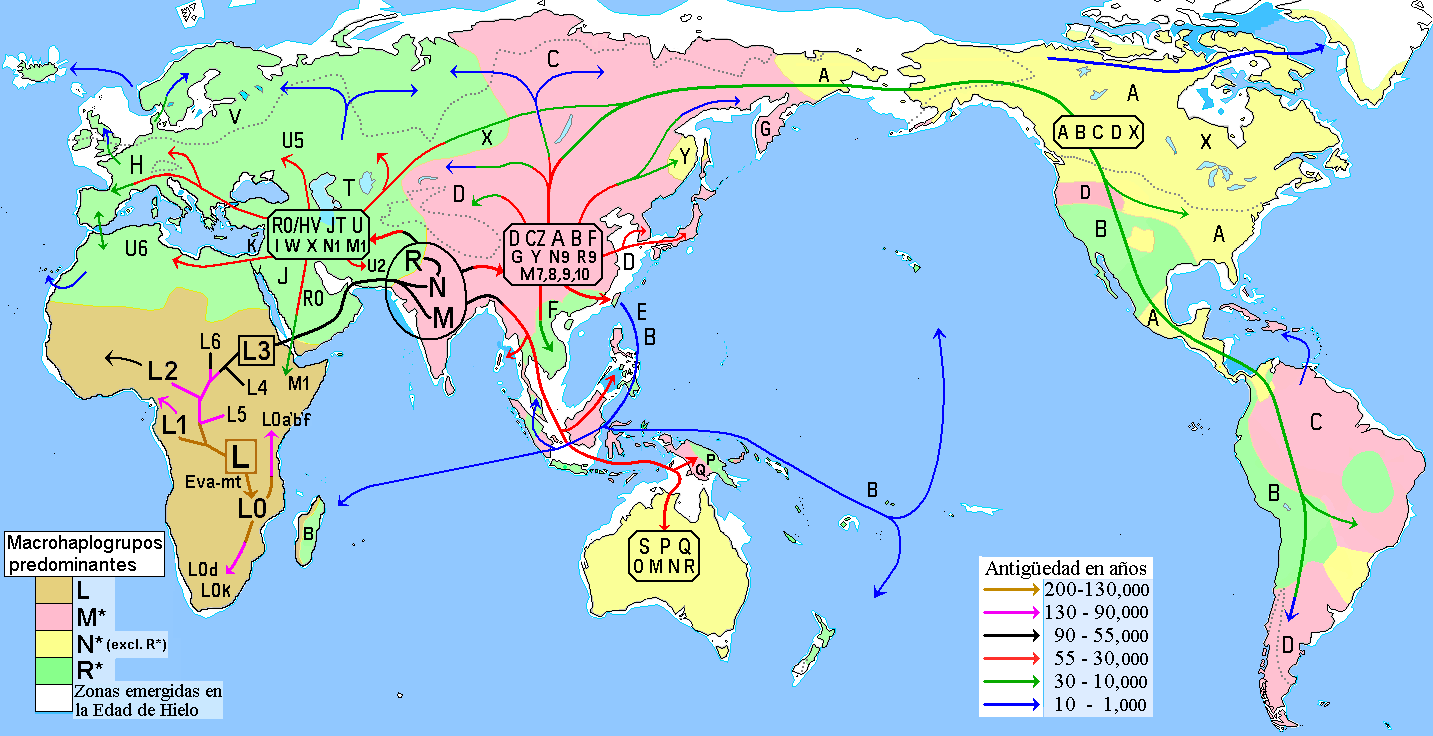
En verde, zonas de predominio del Haplogrupo R (ADNmt) y sus descendientes en poblaciones nativas.

La diversificación del haplogrupo R está relacionada -conjuntamente con los clados más antiguos de N y M- con la temprana expansión de la humanidad fuera de África. Según Macaulay et al. (2005) esta expansión consistió en un solo proceso en el que primero aparecen N y M hace unos 63.000 años y luego el haplogrupo R divergiendo rápidamente dentro de N hace unos 60.000 años.
Otros cálculos determinan que pudo originarse en el Sur de Asia apareciendo N hace unos 71.000 años y divergiendo R en la misma región hace 67.000 (±14.000).
En la región del Indostán, R tiene amplia diversidad y gran antigüedad entre los diferentes grupos étnicos según sus status y entre las distintas familias lingüísticas. Entre las castas de la región Oeste de la India y entre las tribus de la región Sur, se observa mayor diversidad de haplogrupos que en otras regiones, sugiriendo así su origen y desarrollo autóctono.

## Clasificación de R* y su distribución
Los subgrupos del haplogrupo R y sus descendientes se resumen en el siguiente esquema:
- Haplogrupo R (12705, 16223)
  - R0 o pre-HV (73, 11719): Distribuido en Occidente ampliamente. Se ha reportado presencia de R0 o HV en restos óseos de hace 24.000 años del hombre de cromañón en el norte de Italia.[6]
    - R0a o (pre-HV)1: Común en Arabia y Medio Oriente. Frecuencia importante en kalashas (23%).[7] Se encuentra en la India, Pakistán, Irán, Arabia, Anatolia, Norte de África, Cuerno de África, y en Europa en Italia y Dalmacia.
    - HV (14766): Importantes frecuencias en kurdos, persas y gilekis.[7] Se encuentra en el Subcontinente Indio, Medio Oriente y Asia Central. A través de su clado más importante (H) es predominante en Europa y Eurasia Occidental en general.
      - HV0 o pre-V
        - V

      - H

  - R1: Encontrado en India, Rusia, kurdos de Turkmenistán y Portugal.
  - R2'JT o pre-JT (4216)
    - R2: Importante en Baluchistán (Pakistán),[7] también se le encuentra en India, Irán y Georgia.
    - JT: A través de sus descendientes J y T es típico de toda Eurasia Occidental, común en Europa, Medio Oriente, Siberia Occidental, Subcontinente Indio y África del Norte.
      - J
      - T

  - R5: Presente en el Subcontinente Indio ampliamente disperso. Especialmente en Madhya Pradesh (India) con 17%.[8]
  - R6'7 (16362) Especialmente en hablantes de lenguas austroasiáticas de la India.[9]
    - R6: Típico del Subcontinente Indio.[10]
    - R7: En el Subcontinente Indio, especialmente en Bihar (ver mapa).

  - R8: En Megalaya, India.
  - (16304)
    - R9 (3970, 13928C): (El subclado R9a está reclasificado como F3)
      - R9b: Común en el Sudeste de Asia.[11] Encontrado en toda Indonesia, en Vietnam, Malasia, en nativos malayos como los Semelai con 28%.[12]
      - (249d)
        - (7861)
          - R9c (951): Ampliamente disperso en Insulindia y Taiwán. Destacan los negritos batak (Palawan, Filipinas) con 58%[13] y Alor (Indonesia) con 11%.[14]
          - R9e: En Singapur y Mindanao.[15]

        - F: Típico del Asia Oriental y Sudeste de Asia, con las frecuencias más altas en los aborígenes de Taiwán y en Guangdong (China). Bajas frecuencias en el Subcontinente Indio.

    - R22: Típico de Indonesia, especialmente en las islas menores de la Sonda (8%).[14] Poco en Tailandia.

  - R11'B (16189)
    - R11: Encontrado en China, en especial en los lahu de Yunnan con 12.5%;[16] también en Japón y Rajastán (India).
    - B: Muy extendido en toda América originaria, Asia Oriental, Sudeste de Asia, Polinesia, Micronesia y Melanesia. Bajas frecuencias en Asia Meridional y Sur de Siberia.
    - R24: Encontrado en Filipinas.[15]

  - R12'21
    - R12: En Australia.[17]
    - R21: En aborígenes de Malasia como los negritos semang jahai con 63%[12] y en los senoi con 37%.

  - R14: En Papúa Nueva Guinea.[18] También en islas Nicobar. Poco en las islas menores de la Sonda.
  - R23: En Bali, Indonesia.[14]
  - R30: Disperso en varios estados de la India.
    - R30b: De 14 casos reportados, 13 son de India y uno de Nepal.

  - R31: Pequeño haplogrupo encontrado en la India (Andhra Pradesh, Uttar Pradesh, Rajastán).
  - P: Característico de la región de Sahul. Típico de los aborígenes de Australia, Melanesia y negritos de las Filipinas. Poco al este de Indonesia y Polinesia.
  - U: A veces denominado UK o Uk por la inclusión del clado K. Es característico de toda Eurasia Occidental, común en Europa, Medio Oriente, Siberia Occidental, Subcontinente Indio y África del Norte. Pequeñas frecuencias en Oriente.
    - U1: Principalmente en Asia occidental y meridional.
    - U5: Típico de Europa y predominante en los lapones.
    - U6: Típico de África del Norte.
    - U2'3'4'7'8'9
      - U2: Típico del Subcontinente Indio.
      - U3: En el Cercano Oriente y en gitanos.
      - U4'9: Europa y Cercano Oriente.
      - U8: Especialmente en Europa.
        - K: Eurasia Occidental

## En medicina
Se ha reportado en China que las personas incluidas en el haplogrupo R muestran mayor resistencia a sepsis severas, que aquellas pertenecientes a otros linajes.

## Personajes famosos
Se ha encontrado el haplogrupo R30b en los príncipes William y Harry, un típico linaje indio, el cual proviene de su tatara-tatara-tatara-tatara-tatarabuela Eliza Kewark (nacida en 1790), de apellido armenio, quien fue ama de llaves del comerciante escocés Theodore Forbes en la Compañía Británica de las Indias Orientales en Surat (India).